# Cantone di Les Cévennes ardéchoises
Il Cantone di Les Vans è un cantone francese dell'arrondissement di Largentière.
A seguito della riforma approvata con decreto del 13 febbraio 2014, che ha avuto attuazione dopo le elezioni dipartimentali del 2015, è passato da 14 a 35 comuni.

## Composizione
I 14 comuni facenti parte prima della riforma del 2014 erano:
- Les Assions
- Banne
- Berrias-et-Casteljau
- Chambonas
- Gravières
- Malarce-sur-la-Thines
- Malbosc
- Saint-André-de-Cruzières
- Saint-Paul-le-Jeune
- Saint-Pierre-Saint-Jean
- Saint-Sauveur-de-Cruzières
- Sainte-Marguerite-Lafigère
- Les Salelles
- Les Vans

Dal 2015 i comuni appartenenti al cantone sono i seguenti 35:
- Les Assions
- Banne
- Beaulieu
- Beaumont
- Berrias-et-Casteljau
- Chambonas
- Chandolas
- Dompnac
- Faugères
- Gravières
- Joyeuse
- Lablachère
- Laboule
- Loubaresse
- Malarce-sur-la-Thines
- Malbosc
- Montselgues
- Payzac
- Planzolles
- Ribes
- Rocles
- Rosières
- Sablières
- Saint-André-de-Cruzières
- Saint-André-Lachamp
- Saint-Genest-de-Beauzon
- Saint-Mélany
- Saint-Paul-le-Jeune
- Saint-Pierre-Saint-Jean
- Saint-Sauveur-de-Cruzières
- Sainte-Marguerite-Lafigère
- Les Salelles
- Valgorge
- Les Vans
- Vernon